# Capasa muscicolor
Capasa muscicolor là một loài bướm đêm trong họ Geometridae.